# گیرنده لنفوسیت تی

در شکل بالا: گیرنده لنفوسیت تی با رنگ بنفش، لنفوسیت تی با رنگ آبی، پادگن با رنگ قرمز و مجموعه سازگاری بافتی اصلی با رنگ سبز نمایش داده شده‌اند.

گیرنده لنفوسیت تی (به انگلیسی: T cell receptor یا به شکل مختصر شدهٔ TCR) مولکولی است که بر روی سطح لنفوسیت تی قرار دارد و وظیفهٔ شناسایی پادگنهای متصل به مجموعه سازگاری بافتی اصلی را به عهده دارد. به هنگام فرایند شناسایی پادگن مانند لیگاند (بیوشیمی) با وابستگی کم نسبت به گیرنده لنفوسیت تی عمل می‌کند، بنابراین یک پادگن ممکن است توسط تعداد بسیاری از گیرنده‌های لنفوسیت تی شناسایی شود یا یک گیرنده لنفوسیت تی ممکن است تعداد بسیاری از پادگن‌ها را شناسایی کند.
گیرنده لنفوسیت تی از ۲ رشتهٔ پروتئینی مجزا تشکیل شده است که در ۹۵٪ لنفوسیت‌های تی شامل رشتهٔ پروتئینی آلفا (α) و رشتهٔ پروتئینی بتا (β) می‌باشد و در ۵٪ دیگر شامل رشتهٔ پروتئینی گاما (γ) و رشتهٔ پروتئینی دلتا (δ) می‌باشد. این نسبت‌های رشته‌های پروتئینی به هنگام بیماری و در طول فرایند رشد بدن ممکن است تغییر کنند.
هنگامی که گیرنده لنفوسیت تی با پادگن پپتیدی و مجموعه سازگاری بافتی اصلی برخورد می‌کند، توسط مجموعه‌ای از فرایندهای بیوشیمیایی دربرگیرنده فعالیت عواملی چون آنزیمها، گیرنده‌های مشترک، مولکول‌های تخصصی آداپتور، و عوامل‌های رونویسی (ژنتیک) فعال می‌شود.